# Чистяков, Владлен Павлович
Владлен Павлович Чистяков  (5 апреля 1929, Шарья, Костромская область — 1 февраля 2011, Санкт-Петербург) — советский и российский композитор и педагог, профессор Санкт-Петербургской Государственной Консерватории им. Н. А. Римского-Корсакова.
Член Союза Композиторов, академик, Секретарь Отделения музыкального искусства Петровской Академии наук и искусств, автор музыки более чем к 60 кинофильмам.

## Биография
В 1953 окончил Ленинградскую консерваторию по классу композиции у В. В. Волошинова, а в 1957, в ней же — аспирантуру. С 1957 преподаватель композиции в Музыкальном училище при Ленинградской консерватории, а с 1973 — композиции, инструментовки и чтения партитур в Ленинградской консерватории.
Творческая биография Чистякова началась в первой половине 1950-х годов. В 1952 году его кантата для баритона, хора и оркестра «Песнь труда и борьбы» была удостоена Сталинской премии.
Среди его работ, значимыми стали — вокальный цикл для баса и симфонического оркестра «Песни мужества», программная оратория «Подвиг», торжественный «Ритуал» для хора и симфонического оркестра на слова Ольги Берггольц «Ода победе», поэма-адажио для скрипки и оркестра «У Старой Ладоги».
Среди его произведений нашли отражение и трагические события нашей страны. Так появились такие произведения как: «Ностальгическая симфония», музыкальная картина «Пророк», симфоническое сочинение «Дорога жизни» (памяти обороны Ленинграда), «Плач Ярославны» — реквием для меццо-сопрано, хора и оркестра, посвящённый жертвам кровавых событий 3-4 октября 1993 года.
Кроме этого, Чистяков активно работал с кинематографом. Известные работы: «Прощание с Петербургом», «Удар! Ещё удар!», «Зелёная карета», «Всё остаётся людям», «Старшая сестра».

## Сочинения
- Балеты: «Эоэлла» (1963), «Тень минотавра» (1979);
- Оперетта «Тараканище» (по сказке К. И. Чуковского, 1970, Ленинградский театр юного зрителя);
- Для солистов, хора и оркестра — кантаты: «Песнь труда и борьбы» (слова Л. И. Лиходеева, 1952), «Баллада об Орешке» (слова В. Б. Азарова, 1955);
- Вокально-симфоническая поэмы: «Подвиг» (1957), «Песнь народной любви, или Поэма о Ленине» (1960; обе — на слова С. Д. Давыдова), «Ода Победе» (слова О. Ф. Берггольц, 1975);
- Для оркестра: симфоническая поэма «Александр Матросов» (1948), симфоническая фреска «Прометей» (1963);
- Сюиты: «Штраус в Петербурге» (1978), «Варвара Асенкова» (1980), сюита для духового оркестра «Павловский парк» (1979);
- Камерно-инструментальные ансамбли: «Соната для скрипки и фортепьяно» (1952), «Струнный квартет» (1948); «4 хора a cappella Зелёный пояс» (слова П. С. Комарова, 1952);
- Для голоса с фортепьяно — баллада Узник (1951; на слова Назыма Хикмета);
- Вокальный цикл — «Песни мужества» (1958; на слова Назыма Хикмета);
- Музыка к спектаклям драматического театра.

.

## Музыка к кинофильмам (Избранная фильмография)
- 1958 Коловращение жизни (короткометражный)
- 1962 Мальчик с коньками (короткометражный)
- 1963 Все остается людям
- 1963 Знакомьтесь, Балуев!
- 1964 Возвращённая музыка
- 1964 Палата
- 1965 Иду на грозу
- 1966 Старшая сестра
- 1967 Зелёная карета
- 1968 Удар! Ещё удар!
- 1969 Приятный сюрприз (короткометражный)
- 1969 Тревожные ночи в Самаре
- 1970 Хозяин
- 1971 Прощание с Петербургом
- 1971 Ход белой королевы
- 1972 Здравствуй и прощай
- 1973 Подзорная труба (короткометражный)
- 1975 Одиннадцать надежд
- 1981 Правда лейтенанта Климова
- 1985 Соперницы
- 1991 Мой лучший друг — генерал Василий, сын Иосифа
- 1991 Хмель[3]